# Trioxys flavus
Trioxys flavus är en stekelart som beskrevs av Chou och Qiao Ping Xiang 1982. Trioxys flavus ingår i släktet Trioxys och familjen bracksteklar. Inga underarter finns listade i Catalogue of Life.